# Melinda elegans
Melinda elegans este o specie de muște din genul Melinda, familia Calliphoridae, descrisă de Hiromu Kurahashi în anul 1970.
Este endemică în Fiji. Conform Catalogue of Life specia Melinda elegans nu are subspecii cunoscute.